# Liste der Kulturgüter in Commugny
Die Liste der Kulturgüter in Commugny enthält alle Objekte in der Gemeinde Commugny im Kanton Waadt, die gemäss der Haager Konvention zum Schutz von Kulturgut bei bewaffneten Konflikten, dem Bundesgesetz vom 20. Juni 2014 über den Schutz der Kulturgüter bei bewaffneten Konflikten sowie der Verordnung vom 29. Oktober 2014 über den Schutz der Kulturgüter bei bewaffneten Konflikten unter Schutz stehen.
Objekte der Kategorie A sind im Gemeindegebiet nicht ausgewiesen, Objekte der Kategorie B sind vollständig in der Liste enthalten, Objekte der Kategorie C fehlen zurzeit (Stand: 13. Oktober 2021).

## Kulturgüter
| Foto |                                                                                       | Objekt                                                                                                   | Kat. | Typ | Standort                             | Beschreibung |
| ---- | ------------------------------------------------------------------------------------- | --- | ---- | --- | ------------------------------------ | ------------ |
| BW   | Datei hochladen · Wikidata zu Gotisches Haus (Maison Jean-Pierre Steffen) (Q29890683) | Gotisches Haus (Maison Jean-Pierre Steffen) / Maison gothique (maison Jean-Pierre Steffen) KGS-Nr.: 6003 | B    | G   | Route de l’Église 11 503024 / 130710 |              |
| ja   | Datei hochladen · Wikidata zu Reformierte Kirche Saint-Christophe (Q29890681)         | Reformierte Kirche Saint-Christophe / Église réformée Saint-Christophe KGS-Nr.: 6004                     | B    | G   | Chemin du Clos 2 503106 / 130641     |              |
| BW   | Datei hochladen · Wikidata zu Pfarrhaus (Q29890678)                                   | Pfarrhaus / Cure KGS-Nr.: 14590                                                                          | B    | G   | Route de l’Église 18 503072 / 130614 |              |
| BW   | Datei hochladen · Wikidata zu Gallorömische Villa (Q29890684)                         | Commugny, gallorömische Villa / Commugny, villa gallo-romaine KGS-Nr.: 14796                             | B    | F   | Route de Founex 503119 / 130681      |              |